# União Desportiva do Songo
El UD Songo es un equipo de fútbol de Mozambique que juega en la Moçambola, primera división de fútbol en el país.

## Historia
Fue fundado el 2 de enero de 2002 en la ciudad de Songo del distrito de Cahora Bassa de la provincia de Tete con el nombre Grupo Desportivo da Hidroelecrica da Cahora Bassa, aunque desde hace años atrás ya competía a nivel menor. 
En el año 2016 el club cambia su nombre por el que usa actualmente, y en esa temporada consigue ganar su primer título importante, el cual fue ganar la Copa de Mozambique, venciendo en la final al Maxaquene con marcador de 3-1.

## Palmarés
- Moçambola: 3

2017, 2018, 2022
- Copa de Mozambique: 2

2016, 2019
- Moçambola 2: 1

2007

## Participación en competiciones de la CAF
| Temporada | Torneo                       | Ronda          | Casa                | Casa | Visita | Global      |
| --------- | ---------------------------- | -------------- | ------------------- | ---- | ------ | ----------- |
| 2017      | Copa Confederación de la CAF | Preliminar     | Platinum Stars FC   | 0-1  | 0-1    | 0-2         |
| 2018      | Liga de Campeones de la CAF  | Preliminar     | Ngaya Club de Mdé   | 2-0  | 1-1    | 3-1         |
| 2018      | Liga de Campeones de la CAF  | 1              | TP Mazembe          | 3-0  | 0-4    | 3-4         |
| 2018      | Copa Confederación de la CAF | Playoff        | Al-Hilal Al-Ubayyid | 3-1  | 1-2    | 4-3         |
| 2018      | Copa Confederación de la CAF | Fase de grupos | RS Berkane          | 0-2  | 1-2    | 3.º Lugar   |
| 2018      | Copa Confederación de la CAF | Fase de grupos | Al-Masry SC         | 1-1  | 0-2    | 3.º Lugar   |
| 2018      | Copa Confederación de la CAF | Fase de grupos | Al-Hilal Omdurmán   | 1-1  | 2-2    | 3.º Lugar   |
| 2018/19   | Liga de Campeones de la CAF  | Preliminar     | Nkana FC            | 1-2  | 0-1    | 1-3         |
| 2019/20   | Liga de Campeones de la CAF  | Preliminar     | Simba SC            | 0-0  | 1-1    | 1-1 (a)     |
| 2019/20   | Liga de Campeones de la CAF  | 1              | FC Platinum         | 0-1  | 2-4    | 2-5         |
| 2019/20   | Copa Confederación de la CAF | Playoff        | Bidvest Wits FC     | 1-2  | 0-6    | 1-8         |
| 2020/21   | Copa Confederación de la CAF | 1              | NAPSA Stars FC      | 1-1  | 0-0    | 1-1 (a)     |
| 2021/22   | Liga de Campeones de la CAF  | 1              | AS Otoho            | 1-0  | 0-1    | 1-1 (3-4 p) |
| 2023/24   | Liga de Campeones de la CAF  | 1              | Green Mamba FC      | 1-0  | 1-1    | 2-1         |
| 2023/24   | Liga de Campeones de la CAF  | 2              | Petro Atlético      | 1-2  | 1-3    | 2-5         |

## Jugadores

### Jugadores destacados
- Soarito

## Entrenadores
- Nacir Armando (junio de 2018–mayo de 2021)[4][5]
- Caló (mayo de 2021–junio de 2021)[5]
- Srdjan Zivojnov (junio de 2021–2022)[6][7]
- Caló (interino- agosto de 2022-septiembre de 2022)[7][8]